# Beyerdynamic
Beyerdynamic is een Duits audio-electronicabedrijf, opgericht in 1924 door Eugen Beyer. Het bedrijf produceert microfoons, koptelefoons en headsets voor de muziek-, radio- en televisiesector. Beyerdynamic is al sinds de oprichting in handen van de familie Beyer. 

## Geschiedenis
In de beginperiode van Beyerdynamic fabriceerde men voornamelijk luidsprekers voor de filmindustrie. De familie Beyer zag een enorm potentieel in communicatiemiddellen ten dienste van de filmsector, waar dan ook de meeste aandacht naartoe ging. Pas eind jaren dertig ontwikkelde men het eerste paar dynamische koptelefoons. De Tweede Wereldoorlog beëindigde vijf jaar lang de productie, maar in 1948 maakte men een doorstart in Heilbronn (Baden-Württemberg). 
Vanaf 1950 had men succes met de "Stielhörer" DT 48, de eerste gesloten en geluiddempende koptelefoon voor studio-opnames ten behoeve van de muziekwereld en dus met goed gevolg. In 1962 kwam de "transistofoon" op de markt, de allereerste draadloze microfoon. Sinds 1999 hangen er digitale microfoons van Beyerdynamic in het Bondsdag, het Duitse parlement. Muziekartiesten als ABBA, The Beatles, Elton John en Stevie Wonder gebruikten producten van Beyerdynamic, gaande van geluidstransformatoren tot microfoons. Radiozenders uit Nederland en België gebruiken koptelefoons van Beyerdynamic, hoewel het bedrijf er wereldwijd om bekend staat. 
Beroemd werd de DT 100-serie met de modellen DT100 en de DT 150, die vanaf jaren twintig van deze eeuw evenwel met label erfgoed worden aangeboden. Deze niche koptelefoons overspannen vijf decennia, zijn sinds de jaren zestig van vorige eeuw in productie en samen met hun voorganger, de DT 480, vormen ze de generatie waar het bedrijf haar merkbekendheid op bouwde. De DT-770 die de niche wist te doorbreken, en DT-990, uit begin jaren tachtig, zijn voorbeelden van koptelefoons voor gebruik in productiestudio's, waarvan begin jaren 2000 tevens het design een upgrade kreeg. De DT-770 M is een model dat net als DT 150 populair is onder drummers.